# Šva
Šva (anglicky schwa/shwa), také označované jako neutrální nebo redukovaná samohláska, je vokál, který se vyskytuje v mnoha jazycích světa. V mezinárodní fonetické abecedě se označuje symbolem (písmenem) ə, číselné označení IPA je 322, ekvivalentním symbolem v SAMPA je @. Písmeno Ə ə je malé e otočené o 180°, je nutno ho rozlišovat od znaku ɘ, který je zrcadlově otočeným e a kterým se značí podobná hláska. Existují také další, stejně vypadající písmena (Ǝ ǝ a Ә ә).
Označení šva pochází z hebrejského názvu této samohlásky, která se ve vokalizovaném zápisu hebrejštiny píše ve formě dvojtečky pod písmeno (viz šva v hebrejštině).

## Charakteristika
- Otevřenost: středová samohláska. Jazyk se nachází ve středové rovině.
- Střední samohláska – jazyk se nachází ve střední poloze (mezi přední a zadní).
- Zaokrouhlenost: nezaokrouhlená samohláska. Rty nejsou při artikulaci zaokrouhleny.

## Hebrejština
Šva (hebrejsky שְׁוָא, odvozeno od שָׁוְא šáv „nic“) představuje název pro znak, jenž se užívá v hebrejské vokalizaci. Vyslovuje se buď jako polovokál ə (šva mobile), nebo prázdný vokál Ø (tj. nevyslovuje se, šva quiescens). Výslovnost šva v klasické a moderní hebrejštině se mírně liší.

## V češtině
Ve spisovné češtině se tato hláska nevyskytuje jako foném. Hlásku vyslovíme, když čteme jednotlivá písmena abecedy (souhlásky), např. b, c, d [bə, tsə, də], tedy nikoliv jejich názvy (bé, cé, dé). Hláska se vyskytuje také v některých českých nářečích. Je to také jeden z tzv. hesitačních zvuků, tedy hlásek, které vysloví mluvčí, jenž rozvažuje o tom, co má říci (v běžných textech obvykle přepisováno jako „eee…“). 

## V jiných jazycích
V mnoha jazycích je šva projevem redukované výslovnosti samohlásek v nepřízvučných slabikách (k tomuto jevu v češtině nedochází).
- angličtina: a, an, the apod.
- němčina: besichtigen, Frage apod.
- ruština: облако, хорошо